# Aeroportul Kandi
Aeroportul Kandi (IATA: KDC, ICAO: DBBK) este un aeroport din Departamentul Alibori, Benin ce deservește zona Kandi. A fost numit după zona deservită.
Situat la o altitudine de 290 m, aeroportul dispune de o singură pistă.